# (36709) 2000 RO30
2000 RO30 (asteroide 36709) é um asteroide da cintura principal. Possui uma excentricidade de 0.12459080 e uma inclinação de 8.67440º.
Este asteroide foi descoberto no dia 1 de setembro de 2000 por LINEAR em Socorro.